# IC 3081
IC 3081 ist eine elliptische Zwerggalaxie vom Hubble-Typ dE im Sternbild Jungfrau auf der Ekliptik. Sie ist schätzungsweise 47 Millionen Lichtjahre von der Milchstraße entfernt und hat einen Durchmesser von etwa 5.000 Lj. Unter der Katalognummer VCC 178 wird sie als Mitglied des Virgo-Galaxienhaufens gelistet.

Im selben Himmelsareal befinden sich u. a. die Galaxien IC 3060, IC 3064, IC 3078, IC 3099.
Das Objekt wurde am 7. Mai 1904 von dem US-amerikanischen Astronomen Royal Harwood Frost entdeckt.